# Андрей Болконский
Андре́й Николаевич Болко́нский (1778 — осень 1812) — один из центральных персонажей романа Л. Н. Толстого «Война и мир», носящий дворянский титул князь. Сын князя Николая Андреевича Болконского, брат Марьи Болконской и лучший друг Пьера Безухова.
Не имеет точных прототипов из реальной жизни. Некоторые элементы военной карьеры князя Андрея могли быть списаны с биографий Н. А. Тучкова, Ф. И. Тизенгаузена и Петра Михайловича Волконского. Сюжет помолвки Наташи и Андрея частично срисован с неудачной женитьбы Т. А. Кузьминской и старшего брата писателя — С. Н. Толстого. Однако эти отношения не сложились не из-за измены, а потому, что Сергей не отказался от побочной семьи с цыганкой.

## Биография
Первое появление князя Андрея происходит в Петербурге, в гостиной Анны Павловны Шерер, куда он приезжает с беременной женой Лизой (I, 1, III). После званого обеда он едет в имение отца в Лысых Горах, где оставляет жену на попечении отца и младшей сестры Марьи. После чего отправляется на войну 1805 года против Наполеона в качестве адъютанта Кутузова. Участвует в Аустерлицком сражении, в котором был ранен в голову. Попадает в госпиталь французов, но возвращается на родину. По приезде домой Андрей застаёт роды жены, в которых она умирает.
Князь Андрей винит себя в том, что был холоден с женой, не уделял ей должного внимания. После длительной депрессии Болконский влюбляется в Наташу Ростову, предлагает ей руку и сердце, однако откладывает женитьбу на год по настоянию отца и уезжает за границу. Незадолго до возвращения, князь Андрей получает от невесты письмо с отказом, причиной которого стал роман Наташи с Анатолем Курагиным. Такой поворот событий становится тяжёлым ударом для Болконского. Он мечтает вызвать Курагина на дуэль, но так и не делает этого. Чтобы заглушить боль от разочарования в любимой им женщине, князь Андрей полностью посвящает себя службе.
Участвует в войне 1812 года против Наполеона. Во время Бородинского сражения получает осколочное ранение в живот. Среди прочих тяжелораненых Болконский видит и Анатоля, которому ампутируют ногу, и прощает его. При переезде смертельно раненный князь Андрей случайно встречает семью Ростовых, и те берут его под свою опеку. Наташа, не переставая винить себя в измене жениху, и осознавая, что всё ещё любит его, просит прощения у Андрея. Несмотря на временное улучшение состояния, князь Андрей умирает на руках Наташи и княжны Марьи.

## Внешность
Внешность князя Андрея описывается в самом начале романа при его первом появлении в гостиной Анны Павловны Шерер:
В это время в гостиную вошло новое лицо. Новое лицо это был молодой князь Андрей Болконский, муж маленькой княгини. Князь Болконский был небольшого роста, весьма красивый молодой человек с определенными и сухими чертами. Всё в его фигуре, начиная от усталого, скучающего взгляда до тихого мерного шага, представляло самую резкую противоположность с его маленькою, оживленною женой. Ему, видимо, все бывшие в гостиной не только были знакомы, но уж надоели так, что и смотреть на них и слушать их ему было очень скучно. Из всех же прискучивших ему лиц, лицо его хорошенькой жены, казалось, больше всех ему надоело. С гримасой, портившею его красивое лицо, он отвернулся от неё.«Война и Мир» I, 1, III

## Экранизации
- В экранизации 1956 года американского кинорежиссёра Кинга Видора роль Андрея Болконского исполнил Мел Феррер.
- В советском четырёхсерийном фильме 1967 года роль Андрея воплотил на экране Вячеслав Тихонов.
- В английской телеверсии «Войны и мира» 1972 года князя Андрея Болконского играет Алан Доби.
- В совместном телесериале 2007 года России, Франции, Германии, Италии и Польши «Война и мир» роль Болконского исполнил итальянский актёр Алессио Бони.
- В 2016 году вышла очередная английская телеверсия «Войны и мира», в которой князя Андрея Болконского сыграл Джеймс Нортон.